# Arne Domnérus
Arne Domnérus, (Södermalm, 1924. december 20. – Stockholm, 2008. szeptember 2.) svéd dzsessz-szaxofonos, klarinétos.

## Pályafutása
Arne Domnérus tizenegyévesen kezdett klarinétozni. Iskolái befejezésekor szaxofonozni kezdett. 1949-ben fellépett a Paris Jazz Festivalon. Utána Charlie Parkerrel 1950-ben Svédországban turnézott. Néhány évvel később Clifford Brownnal, Art Farmerrel és James Moody-val készített felvételeket. Az 1950-es évek közepétől az 1960-as évek közepéig a Svéd Rádió Big Band szólistája volt.
Írt zenét filmeknek és televíziónak, valamint Lars Gullinnel és Bengt Hallberggel készített lemezfelvételeket. Bengt-Arne Wallinnal, Rolf Ericsonnal és Åke Perssonnal (utóbbi kettő a Duke Ellington's Orchestra korábbi tagja volt) részt vett a Hans Gertberg által a hamburgi rádióállomástól szervezett Dzsessz Workshopokon. Többször készített felvételeket Svédországban Quincy Jones-szal.
szerepelt a „The Midnight Sun Never Sets” című filmben, amelyet Quincy Jones komponált és hangszerelt, és Jones vezényletével rögzítette Harry Arnold zenekara 1958-ban.
Domnérus egészségi állapota élete utolsó éveiben megromlott, és visszavonult a játéktól.

## Albumok
- Come Listen with Me (1960)
- Arne Domnerus (1961)
- Mobil (1965)
- Fancy (1970)
- Dedikation (1971)
- Hall Dig I Gang (1971)
- I Let a Song Go Out... (1972)
- Songs of Simon (1972)
- Songs of Simon & Garfunkel (1973)
- Sabra (1975)
- I'll Be Seeing You (1975)
- Antiphone Blues (1975)
- We Love You Madly (1975)
- Arne Domnerus Spelar Povel Ramel (1976)
- Jazz at the Pawnshop (1977)
- When Lights Are Low ( 1977)
- Scandinavian Design (1977)
- Hypertoni (1977)
- Ja, Vi Alskar (1978)
- The Sheik (Four Leaf C1979)
- A.D. 1980 (1980)
- Musik Under Stjarnorna (1980)
- Brost-Toner (1980)
- Evergreens Fra Kanaan (K1981)
- Duke's Melody (1981)
- Fragment (1982)
- Blue and Yellow (1982)
- Rapturous Reeds with Bob Wilber (1988)
- Dompan at the Savoy (1991)
- Good Vibes: Jazz at the Pawnshop 3 (1992)
- Sugar Fingers (1993)
- Far Jag Lov...Eller Skall Vi Dansa Forst (1994)
- Heartfelt (1994)
- In Concert with Best Hallberg & Rolf Ericson (1994)
- Live Is Life (1995)
- Happy Together! with Putte Wickman (1996)
- Easy Going (1997)
- Jazz at the Pawnshop 2 (1997)
- Arne Domnerus Septet in Concert (1997)
- A Little Bossa Nova (1998)
- Face to Face with Bernt Rosengren (1999)
- What Kind of Fool Am I (2004)
- Jazz Under the Stars (2004)
- Ett Dagsverke (2005)

## Filmek
- 1959: The Midnight Sun Never Sets

## Díjak
- 1999: Django d'Or
- 2000: az Eurodjango
- Számos albuma kapott Gyllene Skivan-díjat : 1955, 1967, 1978, 1999
- Litteris et Artibus (2002)
- A svéd Guldsaxen jazz-díj − 75 000 koronával − az ő kezdeményezése volt (az első nyertes Magnus Lindgren volt 2004-ben).

## Fordítás
- Ez a szócikk részben vagy egészben  az   Arne Domnérus című angol Wikipédia-szócikk ezen változatának fordításán alapul.  Az eredeti cikk szerkesztőit annak laptörténete sorolja fel. Ez a jelzés csupán a megfogalmazás eredetét és a szerzői jogokat jelzi, nem szolgál a cikkben szereplő információk forrásmegjelöléseként.